# Sérgio Barcelos
Sérgio Cerqueira Barcelos (Rio de Janeiro, 4 de outubro de 1943 — João Pessoa, 8 de fevereiro de 2022) foi um engenheiro civil, empresário e político brasileiro, outrora deputado federal pelo Amapá.

## Biografia
Filho de Aníbal Barcelos e Maria Cerqueira Barcelos. Em 1968 graduou-se engenheiro civil pela Universidade Federal do Rio de Janeiro (UFRJ), onde fez especialização em cálculo estrutural de grandes estruturas. Fora do meio acadêmico participou da construção da Ponte Rio–Niterói e trabalhou na Argélia antes de estabelecer uma empresa de consultoria de projetos com o seu nome. Com a eleição de seu pai para deputado federal pelo PFL do Amapá em 1986, mudou-se para o então território federal no ano seguinte. Nomeado presidente da Companhia de Eletricidade do Amapá pelo governador Jorge Nova da Costa, permaneceu no cargo até 1989, quando foi nomeado superintendente regional do Instituto Nacional de Colonização e Reforma Agrária do Amapá, cargo que exerceu por um ano.
Em 1990 Aníbal Barcelos tornou-se o primeiro governador amapaense eleito por voto direto enquanto Sérgio Barcelos foi eleito deputado federal e votou a favor do impeachment de Fernando Collor em 1992. Reeleito à Câmara dos Deputados em 1994 e 1998, figurou como suplente na disputa seguinte. Presidente estadual do PFL, foi sócio de uma mineradora e também da TV Amazônia. Tentou retornar à política como candidato a deputado estadual pelo DEM em 2018, mas não obteve sucesso.
Seu filho, Alexandre Barcelos, elegeu-se deputado estadual pelo Amapá em 1998, 2002 e 2006.

### Morte
Barcelos morreu no Hospital do Coração da Paraíba, em João Pessoa em meio a uma cirurgia cardíaca. Sofreu duas paradas cardíacas e não resistiu as complicações.